# Aniwhaniwha Falls
Die Aniwhaniwha Falls  sind ein Wasserfall bislang nicht ermittelter Fallhöhe östlich des Kraftwerks Atiamuri in der Region Waikato auf der Nordinsel Neuseelands. Er liegt im Lauf eines namenlosen Bachs, der kurz hinter dem Wasserfall in südwestlicher Fließrichtung in den Lake Ātiamuri mündet.